# Cap Tchapline
Le cap Tchapline ou Mys Chaplina ou Mys Chaplino est un cap russe situé à l'est de la péninsule Tchouktche (Sibérie extrême orientale). Il se trouve au niveau de la jonction entre le détroit Seniavine et la mer de Béring.
Le nom « Tchapline » a été choisi par le navigateur Friedrich von Lütke en l'honneur d'un de ses marins aspirants lors de son expédition dans la région.
Le cap Tchapline est un point référence pour la navigation. Un phare est situé à son niveau.

## Origine du nom
Le cap a été nommé par l'explorateur maritime russe Friedrich von Lütke. Il a choisi ce nom en référence à Piotr Tchapline (ru), un marin aspirant présent lors de son expédition dans la zone.

## Géographie
Le cap Tchapline est un cap à l'est de la péninsule Tchouktche. Sur le plan maritime, le cap se trouve au point de jonction entre le détroit Seniavine au nord et les eaux de la mer de Béring à l'est et au sud. Au niveau terrestre, la pointe du cap Tchapline est située à l'extrémité de deux longues bandes de sables et de graviers.
Le cap Tchapline est un territoire russe relativement proche des îles béringiennes américaines. Ainsi, le cap est distant d'un peu moins de 60 kilomètres de la ville de Gambell (île Saint-Laurent).

## Navigation et sécurité
Le cap Tchapline est un point référence pour la navigation dans les eaux sibériennes.
Afin d'assurer la sécurité des bateaux croisant dans la zone, un phare se trouve au niveau du cap. D'une hauteur d'environ 18 mètres, le phare est une tour métallique ouverte. Le signal est un flash d'une fréquence de 0,17 hertz. Son plan focal est de 28 mètres. Le phare du cap Tchapline a la particularité d'avoir été alimenté électriquement grâce à un générateur thermoélectrique à radioisotope.

## Occupation humaine
Une communauté Yupik a longtemps vécu à proximité du cap dans le village Ungazik.